# Piasek Dolny
Piasek Dolny – część wsi Grębów w Polsce położona w województwie podkarpackim, w powiecie tarnobrzeskim, w gminie Grębów.
W latach 1975–1998 Piasek Dolny administracyjnie należał do województwa tarnobrzeskiego.